# Мельгуново (Рязанская область)
Мельгуново — деревня в Рязанском районе Рязанской области России. Входит в Семёновское сельское поселение.

## География
Находится в центральной части Рязанской области на расстоянии приблизительно 12 километров на юг-юго-запад по прямой от вокзала станции Рязань II.

## История
На карте 1850 года показана как поселение с 2 дворами. В 1859 году здесь (тогда деревня Рязанского уезда Рязанской губернии) было учтено 12 дворов, в 1897 — 21.

## Население
Численность населения: 57 человек (1859 год), 196 (1897), 4 в 2002 году (русские 76 %), 7 в 2010.